# Echte meeldauw
Echte meeldauw (soms witziekte genoemd) is de naam voor een groep van schimmels van de orde Erysiphales, die behoort tot de Erysiphaceae van de ascomyceten en veel verschillende plantensoorten kan aantasten. Veel soorten die tot deze orde behoren zijn ook bekend onder hun anamorfe vorm, zoals soorten van het geslacht Oidium.
Op de aangetaste planten ontstaan eerst witte poederachtige vlekken, die in een later stadium het gehele oppervlak bedekken. Het poeder bestaat uit sporen. Niet alleen de bladeren maar ook de stengels kunnen aangetast worden. Meestal worden de onderste bladeren het eerst aangetast.
Echte meeldauw groeit oppervlakkig op een waardplant, waarbij de schimmel met haustoriën de plantencellen binnendringt. De haustoriën doorboren de celwand maar niet het celmembraan.
Op de foto van echte meeldauw bij de Noorse esdoorn zijn de ongeveer 100 µm kogelvormige vruchtlichamen (cleistothecia) te zien. De geel gekleurde zijn onrijpe en de zwarte rijpe vruchtlichamen. Aan sommige zwarte vruchtlichamen is nog een witte pluim te zien, die bestaat uit aanhangsels waarvan de vorm gebruikt wordt voor de determinatie van de verschillende soorten van de geslachten Uncinula en Erysiphe.
| - Erysiphe necator - Model van Oidium tuckeri (Erysiphe necator) met conidioforen en conidiosporen - Conidiofoor met conidiosporen - Kieming en penetratie - Cleistothecium van Erysiphe adunca - Cleistothecium van eikenmeeldauw (Erysiphe alphitoides) op een blad van de zomereik. De aanhangsels van het cleistothecium verschillen per soort. |

Bijzonderheden:
- Waarschijnlijk is meeldauw zonder tussenkomst van bacteriën die stikstof omzetten in nitraat en nitriet in staat rechtstreeks stikstof uit de lucht op te nemen.
- Voor zover bekend komt het enzym dat L-glucose kan afbreken alleen in meeldauw voor. De reden is onbekend. L-glucose komt in de natuur niet voor, het kan alleen synthetisch in een laboratorium worden gemaakt.

## Soorten meeldauw met hun waardplanten
- Erysiphe
  - E. alphitoides bij eik
  - E. betae bij kroot; voederbiet; suikerbiet
  - E. cichoracearum bij komkommer, ijssla (zeer zelden); andijvie; schorseneer
  - E. communis bij veldsla
  - E. cruciferarum bij spruitkool, Chinese kool, tuinjudaspenning
  - E. heraclei bij venkel; wortel; peterselie selderij; pastinaak
  - E. graminis (syn. Blumeria graminis) bij granen
    - E. graminis f.sp. tritici bij gewone tarwe
    - E. graminis f.sp. hordei bij gerst
    - E. graminis f.sp. secalis bij rogge
    - E. graminis f.sp. avenae bij haver
    - E. graminis f.sp. poae bij veldbeemdgras

  - E. pisi bij erwt
  - E. polygoni bij stamboon (zeer zelden)
  - E. polyphaga bij veldsla
- Oidium
  - O. lycopersicum bij tomaat
- Podosphaera
  - P. aphanis bij aardbei
  - P. leucotricha bij appel
  - P. macularis bij hop
  - P. mors-uvae bij kruisbes en Ribes-soorten
  - P. pannosa bij rozen; steenvruchten
  - P. tridactyla bij laurierkers
- Sphaerotheca
  - S. fusca (syn. Sphaerotheca fuliginea) bij komkommer, courgette en andijvie
  - S. mors-uvae bij kruisbes.
- Uncinula
  - U. necator (syn. Erysiphe necator) (anamorf: Oidium tuckeri) bij druif
  - U. tulasnei (syn. Erisyphe tulasnei) bij Noorse esdoorn

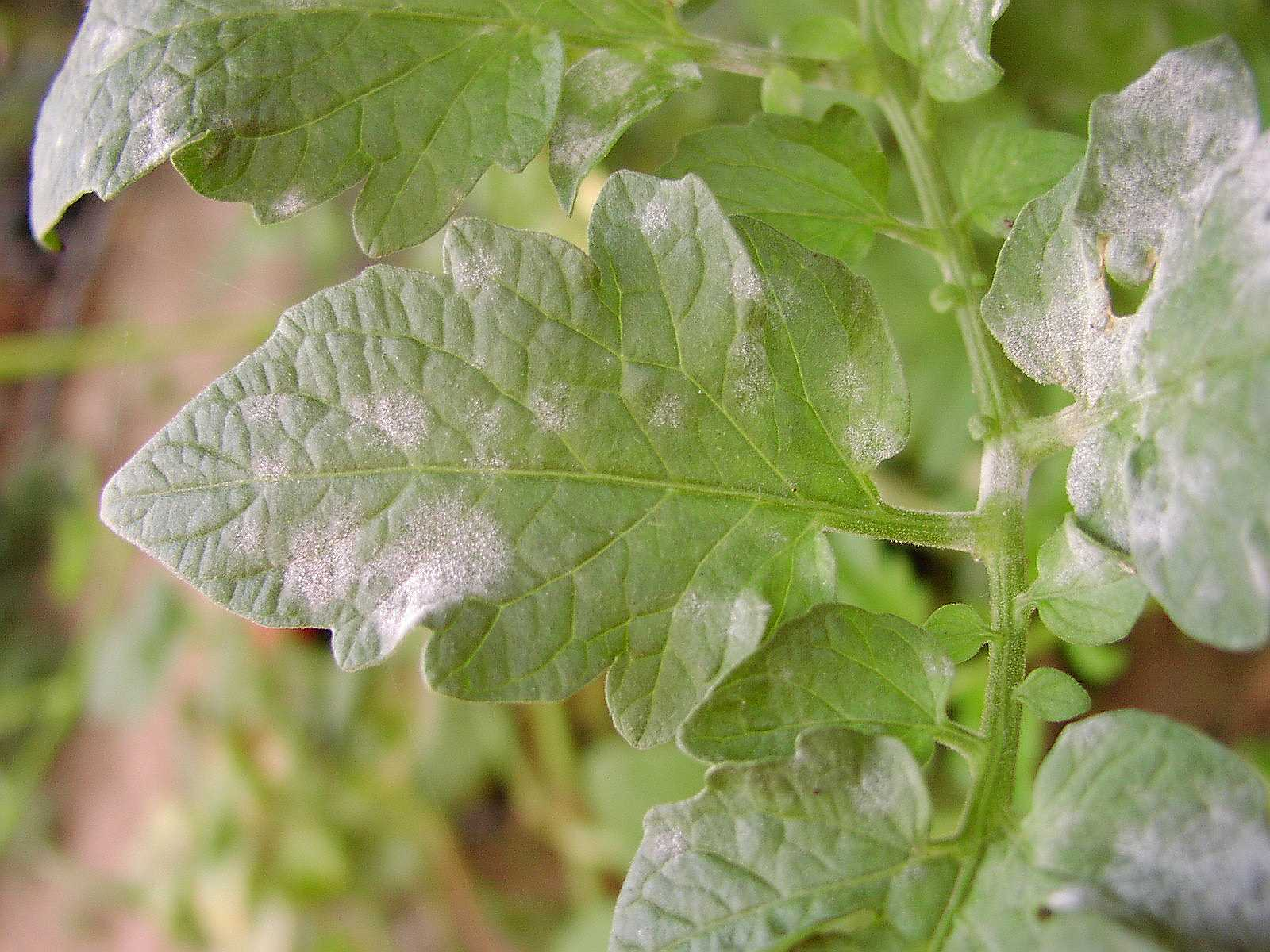
Echte meeldauw (Oidium lycopersicum) op tomatenblad
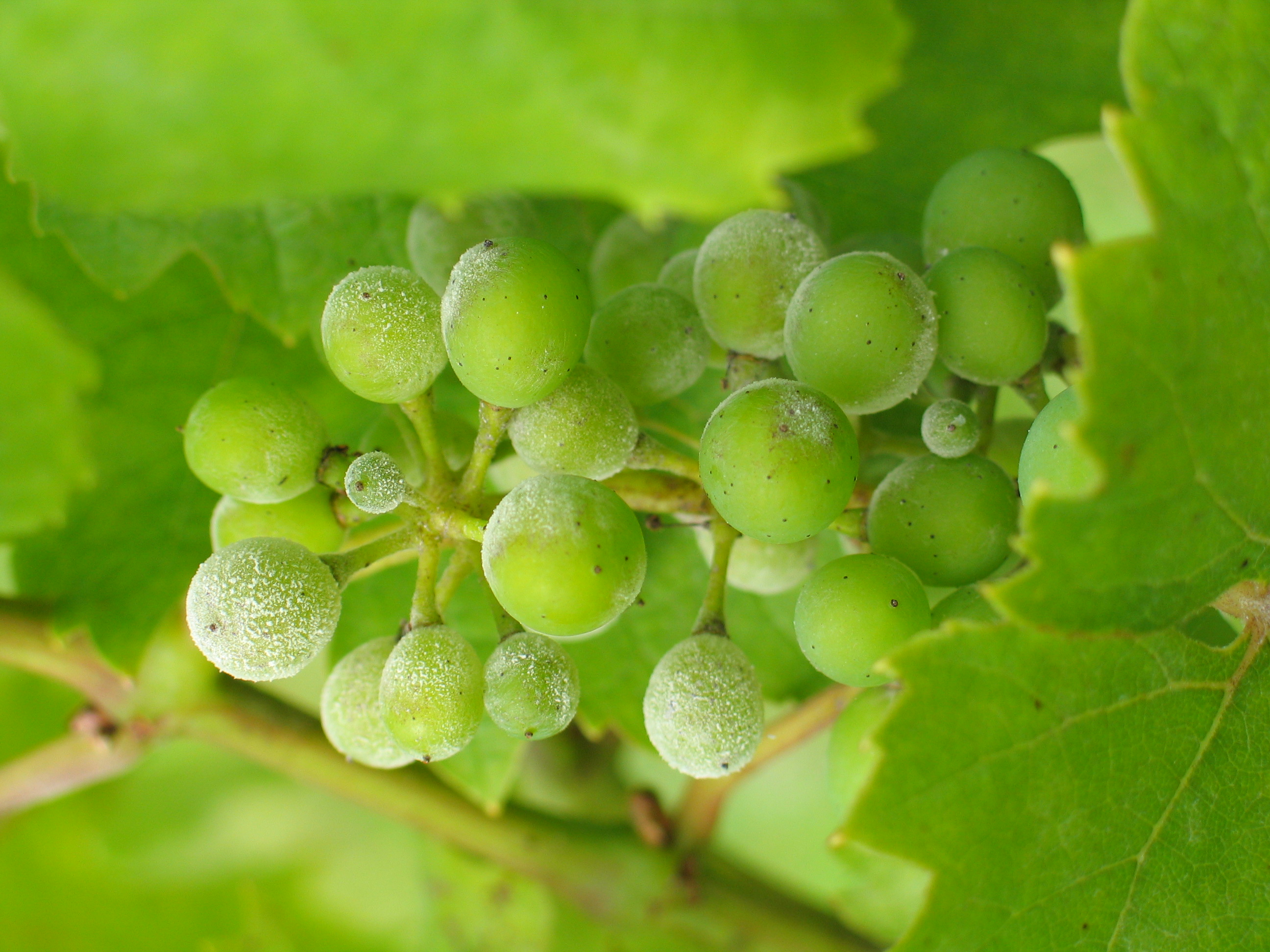
Echte meeldauw (Uncinula necator) op druif
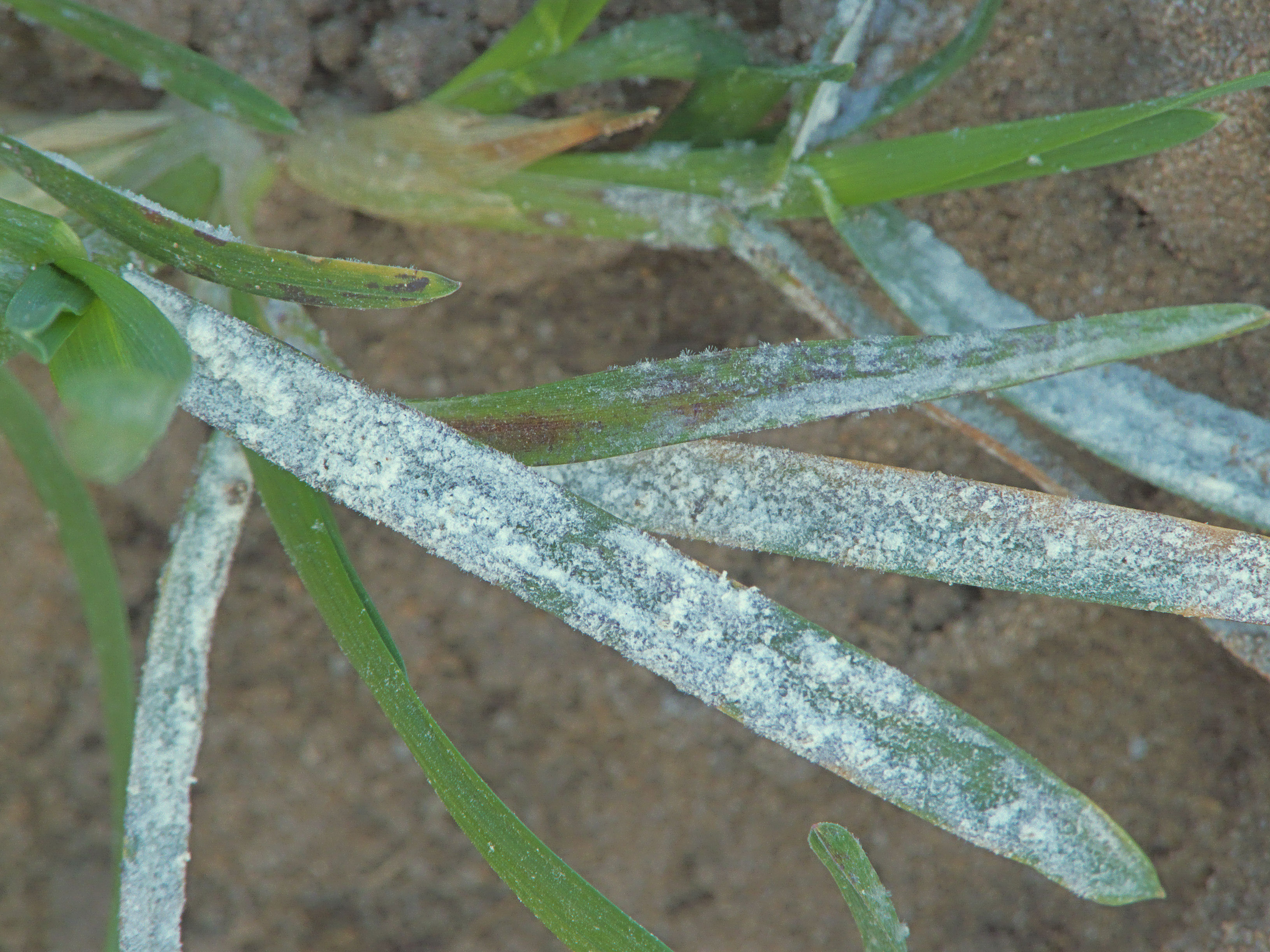
Echte meeldauw op veldbeemdgras. Aan de rand van enkele bladeren zijn de conidiëndragers goed te zien.
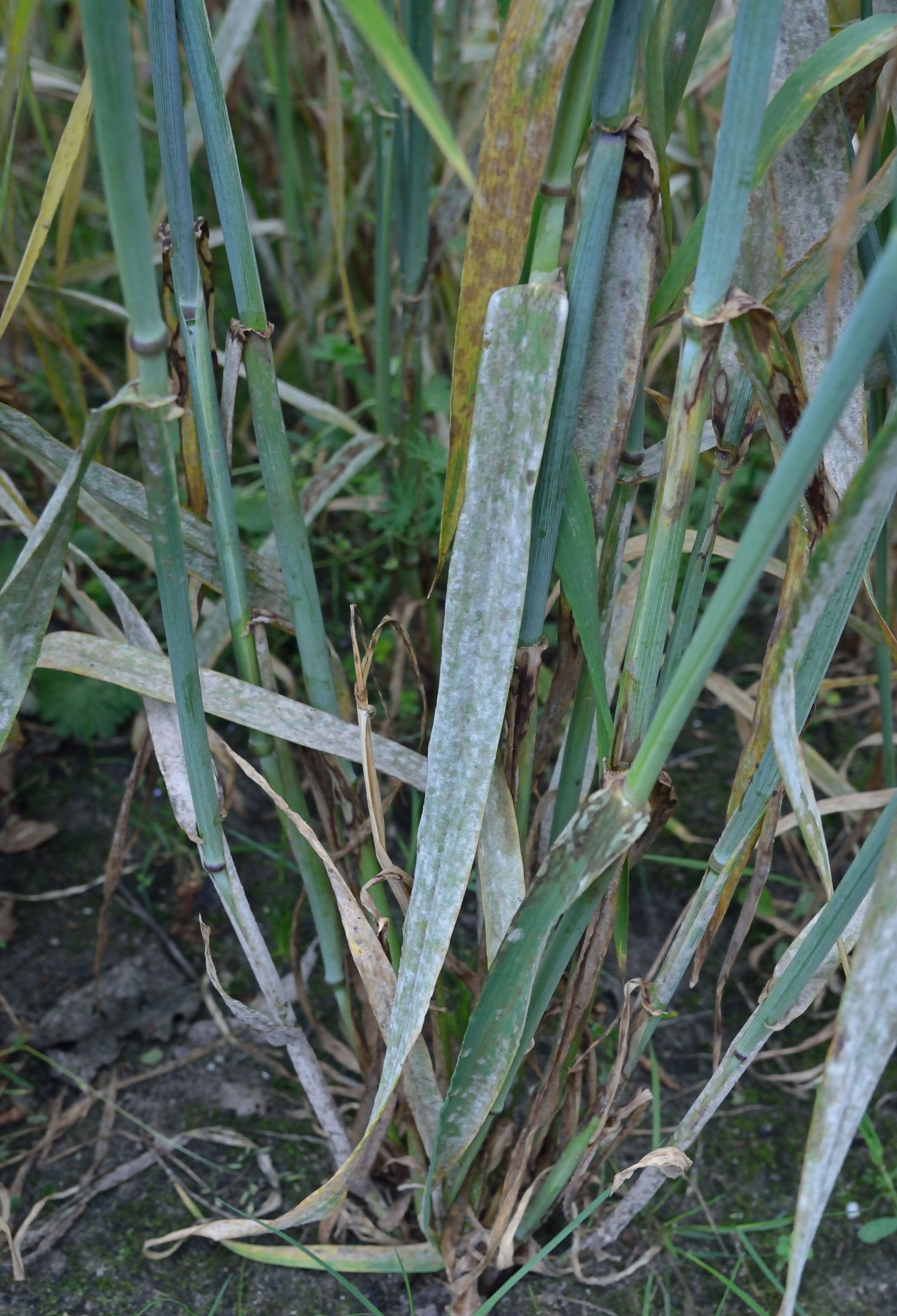
Echte meeldauw op wintergerst